# U.S. National Championships 1967
Gli U.S. National Championships 1967 (conosciuti oggi come US Open) sono stati l'87ª edizione degli U.S. National Championships e quarta prova stagionale dello Slam per il 1967. I tornei di singolare e doppio misto si sono disputati al West Side Tennis Club nel quartiere di Forest Hills di New York, quelli di doppio maschile e femminile al Longwood Cricket Club di Chestnut Hill, negli Stati Uniti.
Il singolare maschile è stato vinto dall'australiano John Newcombe, che si è imposto sullo statunitense Clark Graebner col punteggio di 6–4, 6–4, 8–6. Il singolare femminile è stato vinto dalla statunitense Billie Jean King, che ha battuto in finale la britannica Ann Haydon Jones. Nel doppio maschile si sono imposti John Newcombe e Tony Roche. Nel doppio femminile hanno trionfato Rosie Casals e Billie Jean King. Nel doppio misto la vittoria è andata a Billie Jean King, in coppia con Owen Davidson.

## Seniors

### Singolare maschile
John Newcombe ha battuto in finale  Clark Graebner con il punteggio di 6–4, 6–4, 8–6.

### Singolare femminile
Billie Jean King ha battuto in finale  Ann Haydon Jones con il punteggio di 11–9, 6–4.

### Doppio maschile
John Newcombe /  Tony Roche hanno battuto in finale  William Bowrey /  Owen Davidson con il punteggio di 6–8, 9–7, 6–3, 6–3.

### Doppio femminile
Rosie Casals /  Billie Jean King hanno battuto in finale  Mary Ann Eisel /  Donna Floyd con il punteggio di 4–6, 6–3, 6–4.

### Doppio misto
Billie Jean King /  Owen Davidson hanno battuto in finale  Rosie Casals /  Stan Smith con il punteggio di 6–3, 6–2.